# HMS L14
Pour les articles homonymes, voir L12.
Le HMS L14 est un sous-marin britannique de classe L construit pour la Royal Navy pendant la Première Guerre mondiale. Il était l’un des cinq navires de sa classe à être équipé comme un mouilleur de mines. Le bateau a survécu à la guerre et a été vendu à la ferraille en 1934.

## Conception
Le HMS L9 et les navires de classe L qui l’ont suivi avaient été agrandis pour recevoir des tubes lance-torpilles de 21 pouces (533 mm) et davantage de carburant. Le sous-marin avait une longueur totale de 70,4 m, un maître-bau de 7,2 m et un tirant d'eau moyen de 4 m. Ces sous-marins avaient un déplacement de 905 tonnes en surface, et 1 091 tonnes en immersion. Ils avaient un équipage de 38 officiers et matelots.
Pour la navigation en surface, ces navires étaient propulsés par deux moteurs diesel Vickers à 12 cylindres de 1 200 ch (895 kW), chacun entraînant un arbre d'hélice. En immersion, chaque hélice était entraînée par un moteur électriques de 600 ch (447 kW). Ils pouvaient atteindre la vitesse de 17 nœuds (31 km/h) en surface et 10,5 nœuds (19,4 km/h) sous l’eau. En surface, la classe L avait un rayon d'action de 3 200 milles marins (5 900 km) à 10 nœuds (19 km/h).
Les navires étaient armés d’un total de six tubes lance-torpilles de 18 pouces (457 mm). Quatre d’entre eux étaient dans l’étrave et la paire restante était installée sur les flancs. Ils transportaient 10 torpilles de recharge de toutes tailles, dont quatre pour les tubes d’étrave. Ils étaient également armés d’un canon de pont de 4 pouces (102 mm). Le L14 était équipé de 16 puits de mines verticaux dans ses ballasts latéraux et transportait une mine par puits.

## Engagements
Le HMS L14 a été construit par Vickers à Barrow-in-Furness. Sa quille fut posée le 19 janvier 1917 et il est lancé le 10 juin 1918. Le bateau a été vendu en mai 1934 à John Cashmore Ltd pour la démolition à Newport. Le périscope du L14, qui a été fabriqué par Grubb & Co. en 1918, est conservé au Royal Navy Submarine Museum de Gosport. C’est peut-être le seul exemple survivant d’un périscope de la Première Guerre mondiale.